# Bogdan Markowski
Bogdan Markowski (ur. 14 kwietnia 1946 w Rudzie) – polski lekkoatleta, skoczek o tyczce, halowy mistrz Polski.
Startował na halowych mistrzostwach Europy w 1975 w Katowicach, gdzie zajął w finale 4. miejsce.
Był brązowym medalistą mistrzostw Polski w 1967 oraz w 1969, a także halowym mistrzem Polski w 1975. Startował w mistrzostwach Polski przez wiele lat; po raz pierwszy został sklasyfikowany w wąskim finale w 1965, a po raz ostatni w 1981 (w obu konkursach zajął 7. miejsce).
W latach 1967–1975 siedem razy startował w meczach reprezentacji Polski, odnosząc 2 zwycięstwa indywidualne.
Rekord życiowy:
- skok o tyczce – 5,26 (20 sierpnia 1975, Zabrze)[4]
- skok o tyczce (hala) – 5,30 (9 marca 1975, Katowice)

Przez całą karierę był zawodnikiem Górnika Zabrze.